# Zo verliefd
Zo verliefd is het eerste liedje van Laura Omloop, uitgebracht in 2009. Met dit liedje vertegenwoordigde ze België op 21 november op het Junior Eurovisiesongfestival 2009 in Kiev en behaalde hiermee een vierde plaats.